# Кичиков, Анатолий Шалхакович
Анато́лий Шалха́кович Ки́чиков (1921, Хар Шаралджин, Бага-Чоносовский аймак, Манычский улус, Астраханская губерния, Российская империя — 1998, Элиста, Калмыцкая АССР, Россия) — калмыцкий учёный, писатель, литературовед, доктор филологических наук, джангаровед, участник Великой Отечественной войны, лауреат Государственной премии Калмыкии имени О. И. Городовикова.

## Биография
Родился в 1921 году в семье кочевника. После окончания школы поступил в 1939 году на учёбу Калмыцкий педагогический техникум в Астрахани, который закончил в 1941 году. Работал учителем русского языка в Бага-Чоносовском аймаке.
В 1942 году окончил Военное авиационное училище в Грозном и ушёл добровольцем на фронт. Участвовал в сражениях на Северном Кавказе.
После окончания Великой Отечественной войны из-за невозможности вернуться на родину переехал в Среднюю Азию, где работал в системе народного образования в Казахстане и Узбекистане. В это же время закончил Семипалатинский педагогический институт.
После восстановления Калмыцкой АССР в 1957 году Анатолий Кичиков вернулся на родину, где стал директором Калмыцкого педагогического училища в Элисте.
В марте 1964 года защитил диссертацию и стал работать в Калмыцком научно-исследовательском институте языка, литературы и истории. В 1966 году был назначен заведующим секции «Джангароведения» этого института.
До своей смерти в 1998 году работал профессором кафедры калмыцкой литературы в Калмыцком государственном университете.

## Творчество
Первым рассказом А. Кичкова стала басня «Беглец». Эта басня была напечатана в калмыцкой газете «Хальмг унн» за 9 мая 1957 года. А. Кичиков публиковал рассказы и очерки в калмыцких периодических изданиях. Занимался литературной критикой, публикуя статьи о современных калмыцких писателях в литературном альманахе «Теегин герл», газете «Хальмг yнн».

## Научная деятельность
Секция Джангароведения Калмыцкого научно-исследовательского института языка, литературы и истории под руководством Анатолия Кичикова издала текст 25 песен калмыцкого эпоса «Джангар». Анатолий Кичиков занимался диалектологией, лексикографией калмыцкого языка.